# Apocellus crassicornis
Apocellus crassicornis är en skalbaggsart som beskrevs av Thomas Casey 1885. Apocellus crassicornis ingår i släktet Apocellus och familjen kortvingar. Inga underarter finns listade i Catalogue of Life.